# Black Widows – Rache auf Finnisch
Black Widows – Rache auf Finnisch (Originaltitel: Mustat lesket, Übersetzung: Schwarze Witwen) ist eine finnische Fernsehserie. In Finnland startete die Serie am 14. März 2014. Die deutsche TV-Premiere fand am 21. Oktober 2015 auf Sony Entertainment Television statt. Staffel 2 startete am 14. März 2016 in Finnland. Die deutsche Version startete am 3. August 2017.

## Handlung
Drei unglücklich verheiratete Ehefrauen ermorden ihre Ehemänner. Von nun an müssen sie sich dem Misstrauen von Polizei und Nachbarn stellen und mit anderen Konsequenzen ihrer Taten klarkommen.

## Besetzung und Synchronisation
Die deutschsprachige Synchronisation der Serie erfolgt bei der SDI Media Germany GmbH, Berlin unter Dialogbuch von Martin Westphal und Ralf Pel. Letzterer führt auch Dialogregie.
- Pihla Viitala als Veera Joentie (Gundi Eberhard)
- Wanda Dubiel als Johanna Koskinen
- Malla Malmivaara als Kirsi Lundberg  (Julia Stoepel)
- Antti Luusuaniemi als Raimo "Rami" Sierilä
- Ville Tiihonen als Jukka Joentie
- Osla Räisänen als Siiri Joentie
- Mikko Leppilampi als Nils Lundberg
- Carl-Kristian Rundman als Lasse Koskinen
- Niko Saarela als Petri Inkinen
- Marika Parkkomäki als Riina Kero
- Kari Heiskanen als Bror "Buntta" Pentikäinen
- Alex Anton als Joonas Koskinen
- Mikko Nousiainen als Erno Juusola
- Vilja Ettala als Jenna Juusola
- Vilma Melasniemi als Irina Palojoki
- Jari Virman als Vesa Mäki
- Jemina Sillanpää als Janika
- Heidi Krohn als Taina Sierilä
- Tiia Louste als Raili Joentie (Katja Schmitz)
- Wilma Rosenqvist als Mira

## Neuverfilmungen
Die Serie wurde mehrmals adaptiert und neu verfilmt:
- Black Widows (Dänisch, Norwegisch, Schwedisch), 2016
- Mujeres de negro (spanisch), 2016
- Černé vdovy (tschechisch), 2019[5]
- Black Widows (Hindi), 2020